# Tim Scott (Bildhauer)
Tim Scott (* 18. April 1937 in Richmond upon Thames) ist ein englischer Bildhauer.

## Leben
Tim Scott studierte Architektur und Bildhauerei (in der Klasse von Anthony Caro) an der St. Martins School of Art. Er wurde inspiriert durch David Smith und begann mit Materialien wie Acryl, Glasfaser, Glas und Metall zu arbeiten.
Seine Werke befinden sich in vielen bedeutenden Sammlungen, wie z. B. der Tate Gallery, London, und dem Museum of Modern Art in New York, dem Museum of Fine Arts, Boston, dem Wilhelm Lehmbruck Museum Duisburg und der Edmonton Art Gallery, Alberta.
Von 1993 bis 2002 war er Professor für Bildhauerei an der Akademie der Bildenden Künste Nürnberg, daneben hatte er diverse Gastprofessuren inne.
Neben Henry Moore, Anthony Caro, Tony Cragg und David Nash gehört Tim Scott zu den bedeutendsten britischen Bildhauern.

## Ausstellungen von Tim Scott
- Kaleidoscope, Yorkshire Sculpture Park, Wakefield (Tournee), 2017
- Einzelausstellung Hillsboro Fine Art Gallery, Dublin 2016
- Einzelausstellung Villa Wessel in Iserlohn 2015
- Modern British Sculpture, Royal Academy of Arts, London 2011
- Einzelausstellung Everson Museum, Syracuse, New York 2010
- Gemeinschaftsausstellung Museo de Arte Contemporaneo (MARCO), Monterrey, Mexico, 2009
- Einzelausstellung Corkin Gallery, Toronto 2008
- Einzelausstellung David Mirvish Warehouse at Pocart, Toronto 2008
- "New Generation Revisited: British Sculpture from the Sixties and Seventies", Whitechapel Gallery, London 2008
- "Seeing Through Modernism: Edmonton 1970–1985", Art Gallery of Alberta, Canada 2008
- "Arena der Abstraktion", Museum Morsbroich, Leverkusen 2006
- Einzelausstellung Poussin Gallery London 2006
- 'Sixties Sculpture’, Arts Council Collection, London 2006
- 'St Martin’s Sculpture’, Poussin Gallery, London 2006
- Henry Moore: Epoche und Echo, Kunsthalle Würth, Schwäbisch Hall, 2005
- ‘Sixties Sculpture’, Tate Gallery, London 2002
- ThyssenKrupp Stahl, Duisburg 2002
- ‘British Sculpture in Schloßpark’, Ambras, Austria 1998
- Einzelausstellung Galerie Winkelmann, Düsseldorf 1997
- Art Cologne, Galerie Appel & Fertsch, Köln 1996
- 'British Abstract Sculpture’, Flowers East, London 1995
- Art Cologne, Galerie Fahlbusch, Köln 1995
- Einzelausstellung Galerie Fahlbusch, Mannheim 1995
- Einzelausstellung Deutsche Bank, Köln 1995
- Einzelausstellung Galerie Appel & Fertsch, Frankfurt 1994
- Art Cologne, Galerie Winkelmann, Köln 1994
- ‘Konzept&Form’, Kunsthalle Mannheim, Mannheim 1994
- ‘Lebein in Deutschland’, Rautenstrauch Goest Museum, Köln 1994
- Einzelausstellung Galerie Winkelmann, Düsseldorf 1993/1994
- ARCO, Galerie Winkelmann, Madrid 1993
- Art Cologne, Galerie Winkelmann, Köln 1993
- London Art Fair, Vivien Lownstein, London 1993
- ‘Konzept&Form’, Galerie Schloß Morsbrock, Leverkusen 1993
- Stahl ’92 Workshop Philip Morris Akademie der Künste, u. a. Berlin Galerie in Turm, Papenburg Museum Stadt, München Museum, Bochum Kunsthalle 1993
- Einzelausstellung Galerie Winkelmann, Düsseldorf 1993
- Einzelausstellung Deutsche Bank, Colombo 1993
- Einzelausstellung Galerie In Fonte, Berlin 1992
- Einzelausstellung Galerie Tiergarten, Hannover 1992
- ARCO, Galeria Barcelona, Madrid 1992
- Art Cologne, Galerie Winkelmann, Köln 1992
- ‘Top Gallant’, André Emmerich Gallery, New York 1991
- Galerie Mario Muroner, Salzburg 1991
- Galerie Gosine Bokhoven, Amsterdam 1991
- Dumont Kunsthalle, Köln 1990
- Group Show, Sammlung Museum Morsbroich 1990
- ‘Festspielausstellung’, Galerie Akademia, Salzburg 1990
- Einzelausstellung Deutschlandfunk, Köln 1990
- Einzelausstellung Galerie Biederman, München 1989
- Einzelausstellung Galerie Wentzel, Köln 1989
- Britse Sculptuur, Museum van Hedendaagse Kunst, Antwerpen 1989
- Einzelausstellung Museum Schloss Morsbroich, Leverkusen 1988
- Einzelausstellung Westfälisches Landesmuseum (Retrospective), Münster 1988
- Einzelausstellung Saarland Museum (Retrospective), Saarbrücken 1988
- Einzelausstellung Städtische Galerie (Retrospective), Regensburg 1988
- Einzelausstellung Galerie Wentzel, Köln 1988
- Einzelausstellung Kunstverein Braunschweig (Retrospective), Braunschweig 1988
- Einzelausstellung Galerie Appel & Fertsch im Kaumelitaklöster, Frankfurt 1987
- Einzelausstellung Galerie Wentzel, Köln 1986/87
- Einzelausstellung Galerie Wentzel, Köln 1984
- Einzelausstellung Galerie Atrium der Stadt Aachen, Aachen 1983
- Einzelausstellung Klonaridis Inc., Toronto 1983
- Einzelausstellung Galerie Wentzel, Köln 1982
- Einzelausstellung Kunsthalle, Hamburg 1981
- Wilhelm-Hack-Museum, Ludwigshafen 1981
- ‘British Sculpture’, Whitechapel Gallery, London 1981
- Meredith Long Gallery, Houston 1981
- ‘Gonzalez, Smith, Caro, Scott, Steiner’, Galerie de France, Paris, Kunsthalle Bielefeld Haus am Waldsee, Berlin Kunsthalle, Tübingen 1981
- Einzelausstellung Knoedler Gallery, London 1980
- Einzelausstellung Museum am Dom (Retrospective), Lübeck 1980
- Einzelausstellung Lehmbruck Museum (Retrospective), Duisburg 1980
- Wilhelm-Hack-Museum (Retrospective), Ludwigshafen 1980
- Einzelausstellung Lenbachhaus (Retrospective), München 1980
- Einzelausstellung Kettle’s Yard (Retrospective), Cambridge 1980
- Einzelausstellung Galerie Ziegler, Zürich 1980
- Einzelausstellung Kunsthalle (Retrospective), Bielefeld 1979/80
- Einzelausstellung Galerie Tiergarten, Hannover 1979
- Einzelausstellung Kasmin/Knoedler Gallery, London 1979
- Contemporary Sculpture, Museum of Modern Art, New York 1979
- Einzelausstellung Galerie Wentzel, Hamburg 1977
- Einzelausstellung The David Mirvish Gallery, Toronto, Ontario 1977
- Einzelausstellung Tibor de Nagy Gallery, New York 1977
- Einzelausstellung Waddington and Tooth Galleries, London 1977
- ‘Skulptur’, Westfälisches Landesmuseum, Münster 1977
- ‘Jubilee Sculpture', Battersea Park, London 1977
- Edmonton Art Gallery, Edmonton, Alberta 1976
- ‘Arte Inglese Oggi’, Mailand 1976
- Einzelausstellung The Edmonton Art Gallery (Retrospective), Edmonton, Alberta 1976
- Einzelausstellung The Norman McKenzie Art Gallery, Regina, Saskatchewan 1976
- Einzelausstellung The Art Gallery of Windsor, Windsor, Ontario 1976
- ‘The Condition of Sculpture’, Hayward Gallery, London 1975
- Einzelausstellung Waddington and Tooth Galleries, London 1974/75
- Einzelausstellung André Emmerich Gallery, New York 1974
- ‘Sculpture in Steel’, Edmonton Art Gallery, Alberta 1974
- Einzelausstellung Lawrence Rubin Gallery, New York 1973
- Einzelausstellung Waddington Galleries, London 1973
- Einzelausstellung Corcoran Gallery of Art (Retrospective), Washington, D.C. 1973
- Einzelausstellung Museum of Fine Arts, Boston 1972/73
- ‘Six Contemporary English Sculptors’, Museum of Fine Arts, Boston 1972
- ‘The Alistair McAlpine Gift’, Tate Gallery London 1971
- Einzelausstellung Waddington Galleries, London 1971
- Einzelausstellung Lawrence Rubin Gallery, New York 1971
- Einzelausstellung Tate Gallery (McAlpine Collection), London 1971
- ‘Contemporary British Art’, National Museum of Modern Art, Tokio 1970
- Einzelausstellung Museum of Modern Art (Retrospective), Oxford 1969
- Einzelausstellung Lawrence Rubin Gallery, New York 1969
- Einzelausstellung Waddington Galleries, London 1969
- ‘New British Painting and Sculpture’, UCLA Art Galleries, Tokyo 1968/69
- ‘Junge Generation Großbritannien’, Akademie der Künste, Berlin 1968
- ‘Young British Sculptors’–in association with British Council, Kunsthalle Bern, Stedelijk Museum Amsterdam, Kunstverein Düsseldorf 1967
- Einzelausstellung Whitechapel Gallery (Retrospective), London 1967
- ‘Primary Structures’, Jewish Museum New York 1966
- ‘5te Internationale Beeldentoonstelling’ Sonsbeck, Holland 1966
- Einzelausstellung Waddington Galleries, London 1966
- ‘Sculpture in the Open Air’, Battersea Park, London 1966
- ‘The New Generation:1965’, Whitechapel Gallery London 1965
- ‘4e Biennale des Jeunes’, Musée de l’Art Moderne Paris 1965
- ‘Mixed Exhibition’, Molton Gallery London 1964
- ‘26 Young Sculptors’, Institute of Contemporary Arts London 1961
- 'Young Contemporaries’, RBA Gallery London 1959
- ‘Young Contemporaries’, RBA Gallery London 1958

## Bibliographie / Bücher / Kataloge
- Tim Scott – Werkverzeichnis / In Vorbereitung von Dr. Thomas Hirsch / um 2020
- Tim Scott – David Mirvish Warehouse at Pacart / Corkin Gallery / Toronto Canada / 2008
- Tim Scott – Galerie Winkelmann / Düsseldorf / Skulpturen und Zeichnungen / 1997
- Tim Scott – Galerie Winkelmann / Düsseldorf / Skulpturen 1991–1993 / 1993
- Tim Scott – E. Franz / Kunstverein / 1988
- Tim Scott – "Skulpturen 1961-1979" – E. Franz, M. Pauseback, U. Weisner / Bielefeld / Städtische Kunsthalle / 1979
- Tim Scott – K. Wilkin / Edmonton / 1976
- Tim Scott – "The ‘Bird in Arras' Series" – K. Moffett / Boston / Museum / 1973
- Tim Scott – "Sculpture 1961–1967" – C. MacInnes / London / Whitechapel / 1967
- The New Generation – I. Dunlop / London / Whitechapel / 1965